# Ithycythara apicodenticulata
Ithycythara apicodenticulata é uma espécie de gastrópode do gênero Ithycythara, pertencente a família Mangeliidae.